# Marek Opielak
Marek Ireneusz Opielak (ur. 20 listopada 1950 w Lublinie) – polski inżynier i nauczyciel akademicki, profesor nauk rolniczych, rektor Politechniki Lubelskiej (2008–2012).

## Życiorys
Z wykształcenia inżynier mechanik (specjalista w zakresie eksploatacji pojazdów samochodowych), w 1974 ukończył studia w Wyższej Szkole Inżynierskiej w Lublinie. Studia magisterskie z techniki rolniczej odbył na Wydziale Techniki Rolniczej Akademii Rolniczej w Lublinie. Na lubelskiej AR uzyskiwał kolejne stopnie naukowe – doktora nauk technicznych w 1980 na podstawie pracy pt. Metodyczne kryteria pomiaru gęstości usypowej materiałów spożywczych oraz doktora habilitowanego nauk rolniczych w 1997 w oparciu o rozprawę zatytułowaną Wybrane zagadnienia rozdrabniania materiałów w przemyśle rolno-spożywczym. 30 czerwca 2003 otrzymał tytuł profesora nauk rolniczych.
Pracę zawodową rozpoczął jako inżynier ds. badań w Instytucie Budownictwa Mechanizacji i Elektryfikacji Rolnictwa w Warszawie. Od 1976 zatrudniony w lubelskiej Wyższej Szkole Inżynierskiej i następnie na Politechnice Lubelskiej, od 2006 na stanowisku profesora zwyczajnego. W latach 2000–2011 był kierownikiem Katedry Inżynierii Procesowej, Spożywczej i Ekotechniki na Wydziale Mechanicznym. W latach 2002–2008 pełnił funkcję prorektora ds. ogólnych, zaś od 2008 do 2012 zajmował stanowisko rektora PL.
Został również wykładowcą Państwowej Wyższej Szkoły Zawodowej w Chełmie. Związany także z Lubelską Akademią WSEI, w 2023 objął funkcję rektora tej uczelni.
Był wiceprezesem Polskiego Naukowo-Technicznego Towarzystwa Eksploatacji oraz Polskiego Towarzystwa Inżynierii i Techniki Przemysłu Spożywczego „SPOMASZ”. Powoływany w skład rad programowych czasopism „Postępy techniki przetwórstwa spożywczego”, „Inżynieria Przetwórstwa Spożywczego”, „Nauka i Technika” i innych, a także w skład Komitetu Techniki Rolniczej Polskiej Akademii Nauk. W pracy naukowej zajął się zagadnieniami z zakresu budowy i eksploatacji maszyn i pojazdów, inżynierii rolniczej, maszyn przemysłu spożywczego. Opublikował jako autor bądź współautor około 200 publikacji naukowych (w tym 20 książek), a także 12 patentów i wzorów użytkowych.

## Odznaczenia i wyróżnienia
Odznaczony m.in. Złotym Krzyżem Zasługi (2004) i Medalem Komisji Edukacji Narodowej (2003). Otrzymał tytuł doktora honoris causa Drohobyckiego Państwowego Uniwersytetu Pedagogicznego (2006) oraz Sumskiego Uniwersytetu Państwowego (2017).